# Mario Party (serie)
Mario Party (マリオパーティ?, Mario Pāti) è una serie di videogiochi multiplayer facente capo al franchise di Mario, in cui quattro personaggi controllati da un giocatore o dal computer competono in un tabellone, a sua volta composto da numerosi minigiochi.

Cover del primo capitolo della serie

La serie è stata sviluppata dalla Hudson Soft e pubblicata dalla Nintendo, anche se la versione arcade è stata sviluppata dalla Capcom. Da Mario Party 9 è stata sviluppata da NDcube, e sempre pubblicata dalla Nintendo.

## Videogiochi
| Titolo                     | Pubblicazione    | Sviluppo          | Piattaforma     |
| -------------------------- | ---------------- | ----------------- | --------------- |
| Mario Party                | 18 dicembre 1998 | Hudson Soft       | N64             |
| Mario Party 2              | 17 dicembre 1999 | Hudson Soft       | N64             |
| Mario Party 3              | 7 dicembre 2000  | Hudson Soft       | N64             |
| Mario Party 4              | 21 ottobre 2002  | Hudson Soft       | GameCube        |
| Mario Party 5              | 10 novembre 2003 | Hudson Soft       | GameCube        |
| Mario Party 6              | 18 novembre 2004 | Hudson Soft       | GameCube        |
| Mario Party Advance        | 13 gennaio 2005  | Hudson Soft       | GBA             |
| Mario Party 7              | 7 novembre 2005  | Hudson Soft       | GameCube        |
| Mario Party 8              | 26 giugno 2007   | Hudson Soft       | Wii             |
| Mario Party DS             | 8 novembre 2007  | Hudson Soft       | Nintendo DS     |
| Mario Party 9              | 2 marzo 2012     | Nd CUBE CO., Ltd. | Wii             |
| Mario Party: Island Tour   | 22 novembre 2013 | Nd CUBE CO., Ltd. | Nintendo 3DS    |
| Mario Party 10             | 12 marzo 2015    | Nd CUBE CO., Ltd. | Wii U           |
| Mario Party: Star Rush     | 7 ottobre 2016   | Nd CUBE CO., Ltd. | Nintendo 3DS    |
| Mario Party: The Top 100   | 28 dicembre 2017 | Nd CUBE CO., Ltd. | Nintendo 3DS    |
| Super Mario Party          | 5 ottobre 2018   | Nd CUBE CO., Ltd. | Nintendo Switch |
| Mario Party Superstars     | 29 ottobre 2021  | Nd CUBE CO., Ltd. | Nintendo Switch |
| Super Mario Party Jamboree | 17 ottobre 2024  | Nintendo Cube     | Nintendo Switch |

I primi tre titoli della serie vedono la luce per la prima volta il 18 dicembre 1998 sul Nintendo 64, console che precede il GameCube sul quale escono gli altri quattro capitoli della saga. Lo scopo del gioco è quello di vincere la partita acquistando stelle e vincendo i minigiochi previsti su uno dei differenti tabelloni disponibili. Da sottolineare l'innovazione del microfono apportata dal sesto episodio. Il settimo è uscito nel gennaio 2006, mentre l'ottavo capitolo vede la luce su Wii il 22 giugno 2007. Oltre alle versioni per Gamecube e Nintendo 64, è uscito anche un Mario Party Advance per Game Boy Advance, in cui la meccanica di gioco non è differente. Il 23 novembre 2007 è la volta del Nintendo DS con Mario Party DS, primo capitolo della serie portatile con grafica 3D. Dopo Mario Party 9 e Mario Party: Island Tour, Nintendo annuncia all'E3 del 2014 Mario Party 10, nuovo capitolo della serie uscito per la Nintendo Wii U, e unico uscito per Wii U, nel marzo 2015 dove è possibile controllare anche i movimenti del boss del gioco: Bowser.
Nel 2016, Nintendo presenta durante il Nintendo TreeHouse dell'E3 2016 Mario Party: Star Rush, un nuovo gioco della serie uscito il 7 ottobre 2016. Questo è il primo capitolo della serie a non presentare l'uso dei turni.
L'anno dopo, Nintendo annunciò durante il Nintendo Direct del 13 settembre 2017, l'ultimo capitolo di Mario Party su Nintendo 3DS dal titolo Mario Party: The Top 100 che contiene remake di 100 dei minigiochi usciti nei giochi Mario Party, Mario Party 2, Mario Party 3, Mario Party 4, Mario Party 5, Mario Party 6, Mario Party 7, Mario Party 8, Mario Party 9 e Mario Party 10, e uscito in America il 10 novembre 2017, in Giappone il 28 dicembre 2017 e in Europa il 22 dicembre 2017, il resto della serie continuerà su Nintendo Switch, da Super Mario Party, primo gioco della serie che si può giocare online, uscito in tutto il mondo dal 5 ottobre 2018.

## Personaggi giocabili
| Personaggi   | MP    | MP2   | MP3   | MP4     | MP5     | MP6     | MPA   | MP7     | MP8     | MPDS  | MP9     | MPIT  | MP10    | MPSR    | MPTT100 | SMP     | MPS   | SMPJ |
| ------------ | ----- | ----- | ----- | ------- | ------- | ------- | ----- | ------- | ------- | ----- | ------- | ----- | ------- | ------- | ------- | ------- | ----- | ---- |
| Mario        | Si    | Si    | Si    | Si      | Si      | Si      | Si    | Si      | Si      | Si    | Si      | Si    | Si      | Si      | Si      | Si      | Si    | Si   |
| Luigi        | Si    | Si    | Si    | Si      | Si      | Si      | Si    | Si      | Si      | Si    | Si      | Si    | Si      | Si      | Si      | Si      | Si    | Si   |
| Peach        | Si    | Si    | Si    | Si      | Si      | Si      | Si    | Si      | Si      | Si    | Si      | Si    | Si      | Si      | Si      | Si      | Si    | Si   |
| Yoshi        | Si    | Si    | Si    | Si      | Si      | Si      | Si    | Si      | Si      | Si    | Si      | Si    | Si      | Si      | Si      | Si      | Si    | Si   |
| Wario        | Si    | Si    | Si    | Si      | Si      | Si      | No    | Si      | Si      | Si    | Si      | Si    | Si      | Si      | Si      | Si      | Si    | Si   |
| Donkey Kong  | Si    | Si    | Si    | Si      | [ N 1 ] | cameo   | No    | cameo   | cameo   | cameo | cameo   | No    | Si      | [ N 2 ] | cameo   | [ N 2 ] | Si    | Si   |
| Diddy Kong   | No    | No    | No    | No      | No      | No      | No    | No      | No      | cameo | cameo   | No    | No      | [ N 2 ] | No      | [ N 2 ] | No    | No   |
| Daisy        | No    | No    | Si    | Si      | Si      | Si      | No    | Si      | Si      | Si    | Si      | Si    | Si      | Si      | Si      | Si      | Si    | Si   |
| Waluigi      | No    | No    | Si    | Si      | Si      | Si      | No    | Si      | Si      | Si    | Si      | Si    | Si      | Si      | Si      | Si      | Si    | Si   |
| Toad         | cameo | cameo | cameo | [ N 1 ] | [ N 1 ] | Si      | cameo | Si      | Si      | Si    | Si      | Si    | Si      | Si      | cameo   | cameo   | cameo | Si   |
| Toad Rosso   | No    | No    | No    | No      | No      | No      | No    | No      | No      | No    | No      | No    | No      | [ N 1 ] | No      | cameo   | No    | No   |
| Toad Blu     | No    | No    | No    | No      | No      | No      | No    | No      | No      | No    | cameo   | No    | cameo   | [ N 1 ] | No      | cameo   | No    | No   |
| Toad Giallo  | No    | No    | No    | No      | No      | No      | No    | No      | No      | No    | cameo   | No    | cameo   | [ N 1 ] | No      | cameo   | No    | No   |
| Toad Verde   | No    | No    | No    | No      | No      | No      | No    | No      | No      | No    | No      | No    | No      | [ N 1 ] | No      | cameo   | No    | No   |
| Boo          | No    | No    | No    | [ N 1 ] | [ N 1 ] | Si      | No    | Si      | Si      | No    | No      | Si    | No      | [ N 1 ] | No      | Si      | No    | Si   |
| Koopa Kid    | cameo | cameo | cameo | [ N 1 ] | [ N 1 ] | Si      | cameo | cameo   | No      | No    | No      | No    | No      | No      | No      | No      | No    | No   |
| Toadette     | No    | No    | No    | No      | No      | [ N 2 ] | cameo | Si      | Si      | cameo | No      | No    | [ N 2 ] | [ N 2 ] | cameo   | cameo   | cameo | Si   |
| Strutzi      | No    | No    | No    | No      | No      | No      | No    | [ N 2 ] | Si      | No    | Si      | cameo | No      | No      | No      | cameo   | Si    | Si   |
| Tartosso     | No    | No    | No    | No      | No      | No      | No    | [ N 2 ] | Si      | No    | No      | No    | No      | No      | No      | [ N 2 ] | No    | No   |
| Calamako     | No    | No    | No    | No      | No      | No      | No    | No      | [ N 2 ] | No    | No      | No    | No      | No      | No      | No      | No    | No   |
| Rosalinda    | No    | No    | No    | No      | No      | No      | No    | No      | No      | No    | No      | cameo | Si      | [ N 2 ] | Si      | Si      | Si    | Si   |
| Martelkoopa  | No    | No    | No    | No      | No      | No      | No    | No      | [ N 2 ] | No    | No      | No    | No      | No      | No      | Si      | No    | No   |
| Bowser       | cameo | cameo | cameo | [ N 1 ] | cameo   | cameo   | cameo | cameo   | cameo   | cameo | cameo   | cameo | [ N 1 ] | [ N 1 ] | cameo   | Si      | cameo | Si   |
| Mii          | No    | No    | No    | No      | No      | No      | No    | No      | [ N 1 ] | No    | No      | No    | No      | No      | No      | No      | No    | No   |
| Koopa Troopa | No    | No    | No    | [ N 1 ] | No      | No      | No    | No      | No      | No    | Si      | No    | No      | No      | No      | Si      | No    | Si   |
| Tipo Timido  | No    | No    | No    | [ N 1 ] | No      | No      | No    | No      | No      | No    | [ N 2 ] | No    | No      | No      | No      | Si      | No    | Si   |
| Spunzo       | No    | No    | No    | No      | No      | No      | No    | No      | No      | No    | No      | No    | [ N 2 ] | No      | No      | No      | No    | Si   |
| Kamek        | No    | No    | No    | No      | No      | No      | No    | No      | No      | cameo | [ N 2 ] | No    | cameo   | cameo   | cameo   | cameo   | No    | No   |
| Bowser Jr.   | No    | No    | No    | No      | No      | No      | No    | No      | No      | cameo | cameo   | Si    | cameo   | [ N 1 ] | cameo   | Si      | cameo | Si   |
| Poom Poom    | No    | No    | No    | No      | No      | No      | No    | No      | No      | No    | No      | No    | No      | No      | No      | [ N 2 ] | No    | No   |
| Goomba       | No    | No    | No    | No      | No      | No      | No    | No      | No      | No    | No      | No    | No      | No      | No      | Si      | No    | Si   |
| Tantatalpa   | No    | No    | No    | No      | No      | No      | No    | No      | No      | No    | No      | No    | No      | No      | No      | Si      | No    | Si   |
| Pauline      | No    | No    | No    | No      | No      | No      | No    | No      | No      | No    | No      | No    | No      | No      | No      | No      | No    | Si   |
| Ninji        | No    | No    | No    | No      | No      | No      | No    | No      | No      | No    | No      | No    | No      | No      | No      | No      | No    | Si   |